# Kácení

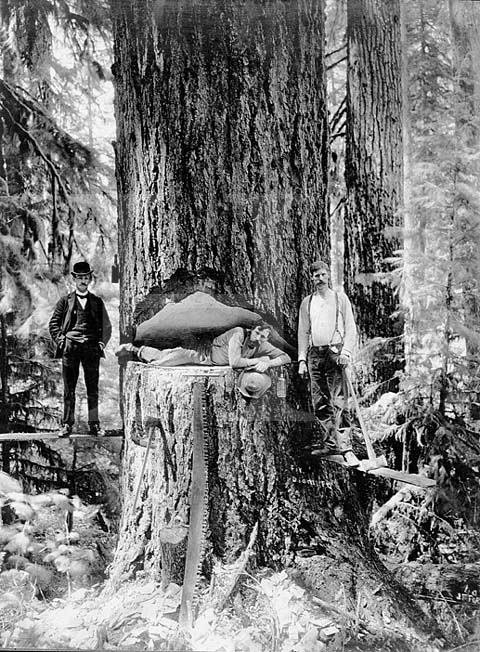
Pěkně provedený vrchní klínový zářez, Oregon (USA) 1905

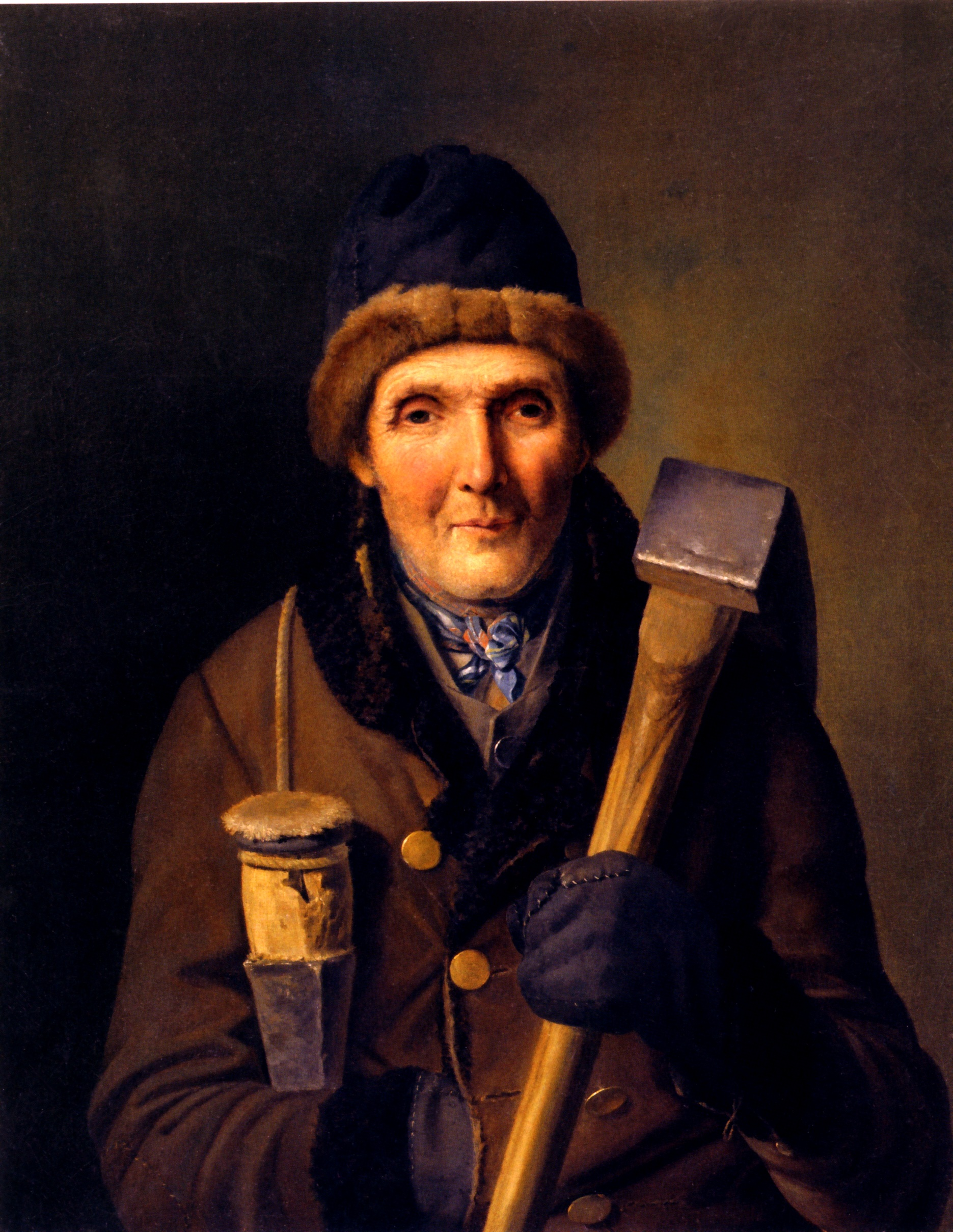
Dřevorubec (okolo roku 1840) s klínem a sekyrou

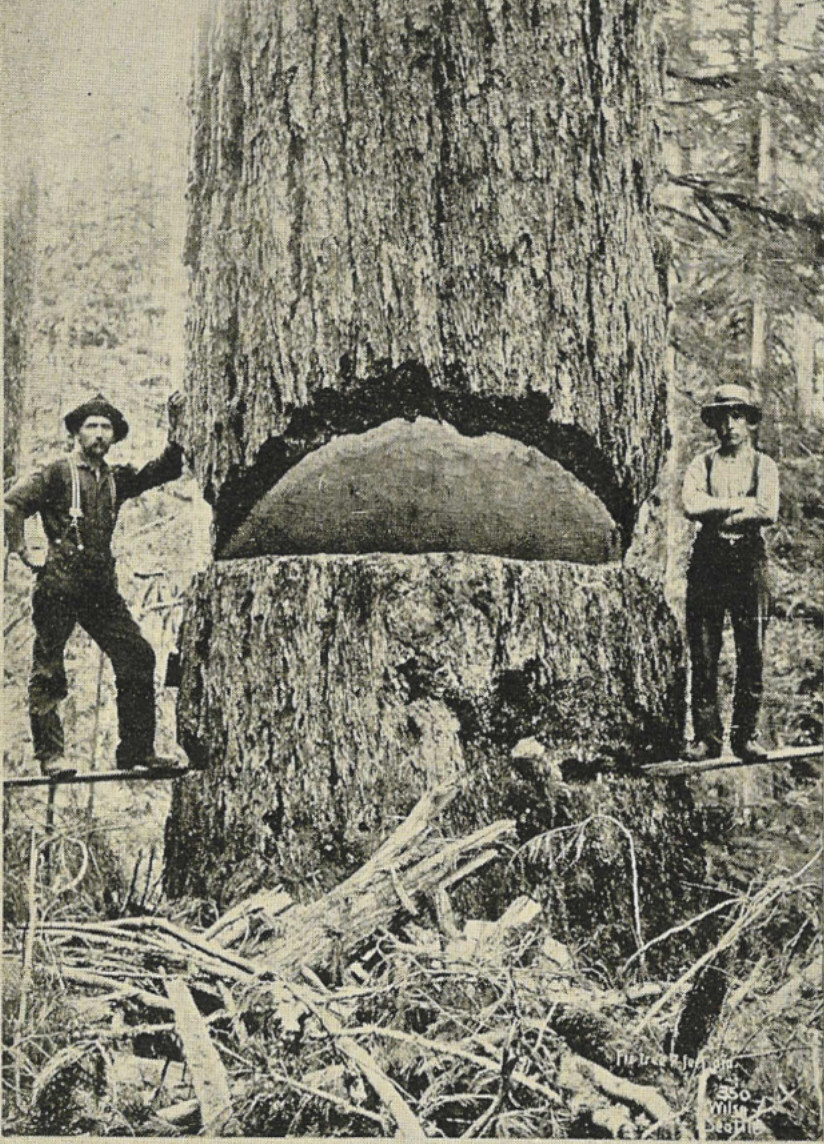
Anders Beer Wilse: Douglaska s třímetrovým průměrem, 1900

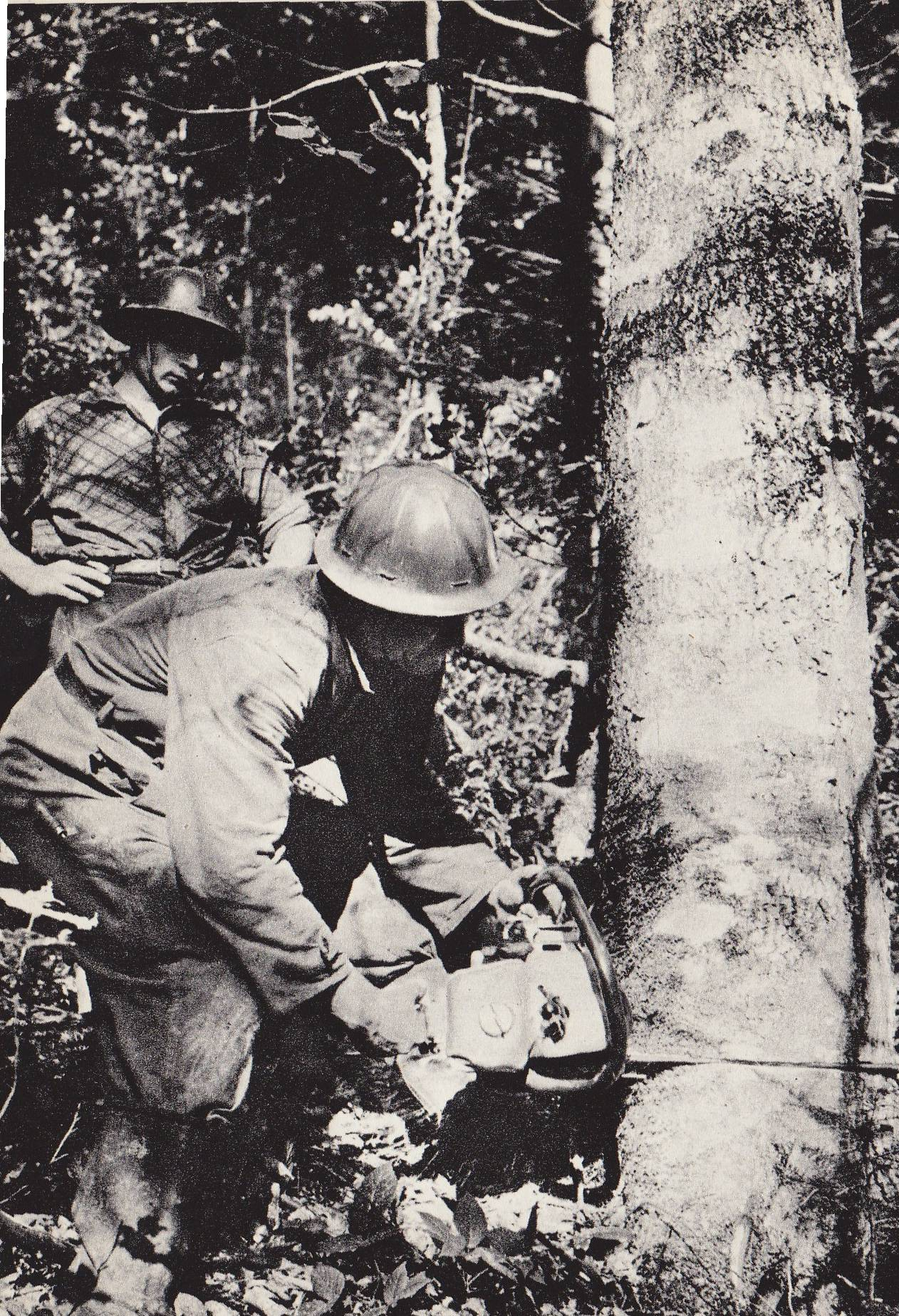
Tadeusz Sumiński: Těžba dřeva v Beskydech

Kácení stromu neboli dřevorubání je jednou z dílčích operací při těžbě dříví. Dřevorubec musí během kácení vykonat mnoho jednotlivých pracovních úkonů náročných na samostatné rozhodování (určení směru pádu, úprava pracoviště a určení únikové trasy, úprava spodní části stromu, zářez, provedení hlavního řezu s ponecháním nedořezu, který zajišťuje určený směr pádu atd.).
Každý strom má jiný tvar, růst, vlastnosti (rozložení a tvar koruny, tvar kmene, oddenková hniloba) a i místa práce se vzájemně liší (poloha okolních stromů, terén, povětrnostní podmínky). Proto je nutné každý strom kácet teprve po uvážení konkrétní situace a důkladné obhlídce. Nejsnadnější případ je kácení rovného přímého stromu s pravidelnou korunou i kmenem. Těžiště takového stromu je v ose kmene. Normální stromy mají těžiště přibližně ve výšce 0,36–0,4 násobku výšky stromu. Strom, který má těžiště výše (po provedení zářezu a hlavního řezu) vyžaduje ke svému vychýlení a následnému přivození pádu méně síly – je méně stabilní. Čím je strom mohutnější (vyšší, silnější) tím větším tlakem působí na základu. Klínování i řezání je potom namáhavější než u stromů subtilnějších.

## Postup při kácení „normálního“ stromu
V normálním případě si pracovník:
- vyhledá strom určený ke skácení (označený strom)
- při obhlídce určí směr pádu (závisí na bezpečnosti, směru a způsobu soustřeďování dříví…) tak aby došlo k minimálnímu poškození káceného stromu (např. riziko rozštípnutí nebo přeražení káceného kmene o terénní nerovnosti) i okolního porostu. Směr pádu ovlivňuje i terén (na strmých svazích je nutno kácet šikmo nebo po svahu, aby nedošlo k samovolnému pohybu)
- do bezpečného prostoru si odloží nářadí (šikmo na opačnou stranu než je určený směr pádu)
- upraví si pracoviště
  - odstraní z bezprostředního okolí překážky (křoviny, klest, buřeň),
  - ohne a zajistí nárost, který má zůstat nepoškozen,
  - ušlape nebo odhází sníh,
  - vyhlédne a upraví si ústupovou cestu (šikmo vzad od paty stromu do bezpečné vzdálenosti)
- pokud má strom větve až k zemi odvětví kmen (asi do výše prsou) pilou a odstraní případné kořenové náběhy (pokud ztěžují kácení, hrozí rozštípnutí kmene nebo mohou ovlivnit směr pádu)
- provede zářez v plánovaném směru pádu (častější je vrchní klínový, ale při kácení po svahu se s výhodou používá i spodní klínový zářez). Hloubka zářezu by měla sahat do 1/5 až 1/3 tloušťky kmene na pařezu a výška klínu asi 2/3 hloubky (úhel 30 – 45 stupňů). Oba řezy ohraničující zářez by se měly spojit v jediné přímce kolmé na směr pádu stromu.
- z protilehlé strany budoucího pařezu vede horizontálně hlavní řez ve výši 2/3 zářezu tak, aby mezi zářezem a hlavním řezem zůstal dostatečně široký (2–4 cm) neproříznutý pás tzv. nedořez. (Dřevorubci mu také říkají držák – protože drží kmen až do chvíle pádu [zdroj?]). Při pokročilé technice nebo ve specifických případech lze použít nedořez klínového tvaru. Širší strana takového nedořezu zajistí díky vyšší mechanické odolnosti částečné odchýlení od směru pádu určeného provedením zářezu. Při řezání hlavního řezu je nutné zajistit štěrbinu řezu klínem nebo lopatkou proti sevření.
- pokud strom po dokončení hlavního řezu nezačne padat, údery na klín v řezu nebo tlakem lopatkou strom vychýlí z rovnovážné pozice. V počáteční fázi pádu dřevorubec ustupuje šikmo vzad do bezpečí po připravené ústupové cestě.
- po pokácení dřevorubec odřízne z čela zbytky nedořezu a odstraní i případnou třísku na pařezu[2]

Pochopitelně existuje množství odlišných případů (nakloněné stromy, souše, velmi silné stromy, „dvojáky“, částečné vývraty…), které vyžadují specifický pracovní postup. Kácení je poměrně nebezpečná pracovní operace a proto legislativa vyžaduje od profesionálů kromě dalších požadavků také získání oprávnění pro práci s motorovou pilou (+ pravidelné proškolování a přezkušování).

## Pracovní prostředky
Dřevorubec používá k těžbě různé pracovní prostředky. Od nejjednoduššího ručního dřevorubeckého nářadí (pily, sekery, klíny, přetlačné lopatky, dřevorubecké pásmo…) dospěl vývoj přes motorové pily a hydraulické nebo pneumatické klíny k těžebním strojům (harvestory a další mechanismy) odstraňujícím velkou část fyzicky náročné a nebezpečné práce.
Po kácení pokračuje proces těžby dříví dalšími operacemi jako je odvětvování, sortimentace atd.
Rozlišuje se několik druhů kácení: 

Jednoduché kácení – v běžných podmínkách, kdy je kolem káceného stromu dostatek prostoru, aby mohl volně padnout. 

Rizikové kácení – kdy podmínky neumožňují skácení přímo na zem a je nutné jej postupně uřezávat.

## Právní regulace
V Česku existuje poměrně přísná zákonná regulace kácení dřevin. Kácení dřevin rostoucích mimo les (na nelesních pozemcích) upravuje zejména zákon č. 114/1992 Sb. O ochraně přírody a krajiny). Těžba dříví v lesích se řídí zákonem o lesích (289/1995 Sb).